# Vaixell tortuga
El vaixell tortuga, també conegut com a kobukson o geobukseon (거북선) és una galera desenvolupada a Corea en el segle xv. L'almirall coreà Yi Sun Sin i el seu subordinat, el tinent Na Dae Yong, són coneguts per la seva invenció, aquest tipus de naus es van fer famoses a la guerra que van lluitar els coreans per evitar la invasió del Japó entre 1592 i 1598.
El vaixell tenia una armadura que cobria el sostre de la nau i protegia mariners i remers. Aquesta protecció era de planxes de fusta que impedia a l'enemic d'abordar la nau. Per la boca del cap de drac al front s'alliberaven vapors i fums per a ocultar al vaixell de l'enemic. A més comptà amb poder d'artilleria, atorgat per una càrrega d'11 canons per banda, dos a la popa i un a proa. El seu aspecte és similar al d'una tortuga, d'aquí deriva el seu nom.
La propulsió dels vaixells tortuga era generada per un conjunt de veles sobre el vaixell i pels remers que es trobaven dins de la nau.
El seu ús va ser molt difós en batalles navals liderades per l'almirall Yi Sin, especialment en les batalles de Noryang i Myeongyang, en les quals la flota dels japonesos va patir grans pèrdues i es van veure obligat a oblidar els seus somnis d'envair Corea.